# Susie Wiles
Susie Wiles, właśc. Susan Summerall Wiles (ur. 14 maja 1957 w New Jersey) – amerykańska urzędniczka, lobbystka i doradczyni polityczna, współpracowniczka i współtwórczyni kampanii wyborczych wielu znanych polityków Partii Republikańskiej, m.in. Ronalda Reagana, Dana Quayle’a, Johna McCaina, Ricka Scotta, Donalda Trumpa i Rona DeSantisa, wieloletnia członkini administracji dwóch burmistrzów miasta Jacksonville na Florydzie (m.in. w latach 1997–2000 jako szefowa personelu burmistrza Johna Delaneya), od stycznia 2025 roku szefowa personelu Białego Domu.

## Życiorys

### Rodzina i edukacja
Susan Summerall urodziła się 14 maja 1957 roku w stanie New Jersey, w którym też dorastała. Jest jednym z trojga dzieci Katharine Jacobs i Pata Summeralla, znanego futbolisty grającego m.in. w drużynach Detroit Lions i New York Giants, a w późniejszych latach komentatora sportowego. Pat Summerall w 1992 roku odbył zakończone powodzeniem leczenie przewlekłego alkoholizmu, którego podjęcie w napisanych po latach wspomnieniach przypisywał staraniom Susan. Po jego śmierci w 2013 roku Susan określiła go jako „niezwykłego człowieka i cudownego ojca”.
Ukończyła prywatną szkołę średnią dla dziewcząt Academy of the Holy Angels w hrabstwie Bergen, a następnie studiowała na Uniwersytecie Marylandu w College Park, na którym uzyskała stopień Bachelor of Arts z języka angielskiego.

### Kariera

#### Lata 1979–2012
W 1979 roku została asystentką republikańskiego kongresmena ze stanu Nowy Jork i zarazem byłego futbolisty, kolegi jej ojca z drużyny New York Giants, Jacka Kempa. Rok później dołączyła do kampanii prezydenckiej Ronald Reagan obejmując funkcję zastępcy dyrektora do spraw planowania. Następnie, po wyborczym sukcesie Reagana, pracowała jako specjalny asystent (planista) prezydenta Reagana (w latach 1980–1981) i jako specjalny asystent sekretarza pracy Raymonda Donovana (w latach 1982–1983).
W latach 1984–1986 pełniła funkcję dyrektora w firmie Summerall, Smith & Wiles. W 1988 roku Wiles zaangażowała się w kampanię kandydata na wiceprezydenta Stanów Zjednoczonych Dana Quayle’a jako zastępczyni dyrektora do spraw operacyjnych. Następnie wraz z ówczesnym mężem Lannym Wilesem zamieszkała w hrabstwie Duval na Florydzie, gdzie rozpoczęła karierę doradczą. W latach 1992–1995 prowadziła biuro okręgowe republikańskiej kongresmenki z Florydy Tillie Fowler.
W 1995 roku zaczęła pracę w administracji burmistrza miasta Jacksonville na Florydzie, Johna Delaneya, najpierw jako dyrektor komunikacji i spraw międzyrządowych, następnie zastępca szefa personelu, aż w końcu, w okresie od listopada 1997 roku do listopada 2000 roku, szef personelu, będąc pierwszą w historii kobietą na tym stanowisku. Później, w latach 2000–2001, była współzarządzającym partnerem w florydzkim biurze firmy PR-owej APCO Worldwide, z kolei w latach 2001–2004 pełniła funkcję dyrektora w firmie doradczej Wiles Consulting, Inc.. W okresie od 2003 roku do czerwca 2008 roku pracowała dla kolejnego burmistrza florydzkiego Jacksonville, Johna Peytona, tym razem w charakterze szefa komunikacji i inicjatyw specjalnych.
W 2008 roku była współprzewodniczącą kampanii prezydenckiej senatora Johna McCaina w hrabstwie Duval. W 2010 roku prowadziła ostatecznie zwycięską kampanię senatora Ricka Scotta przed tegorocznymi wyborami gubernatorskimi na Florydzie. W 2011 roku została menedżerem kampanii prezydenckiej Jona Huntsmana jednak w lipcu tego roku, zaledwie miesiąc po rozpoczęciu kampanii, zakończyła współpracę z Huntsmanem, co związane było z przeprowadzeniem znaczącej reorganizacji kadrowej w borykającej się z różnymi problemami kampanii. W 2012 roku była współprzewodniczącą rady doradczej Mitta Romneya na Florydzie podczas jego kampanii prezydenckiej.

#### Działalność lobbingowa
W 2011 roku Susie Wiles dołączyła do mającej siedzibę na Florydzie firmy lobbingowej Ballard Partners, aby otworzyć biuro firmy w Jacksonville. Pełniła funkcję partnera zarządzającego biurem Ballard Partners w Jacksonville do września 2019 roku, kiedy to zdecydowała się odejść z firmy z powodu „uciążliwego problemu zdrowotnego”. Od lutego 2022 roku do listopada 2024 roku współzarządzała firmą lobbingową Mercury Public Affairs.
Zgodnie z raportem organizacji Public Citizen, w okresie od listopada 2017 roku do kwietnia 2024 roku Wiles była zarejestrowana jako lobbystka amerykańskiego rządu federalnego na rzecz 42 różnych klientów, w tym dużych korporacji, wykonawców rządowych i stowarzyszeń biznesowych. Wśród klientów Wiles znajdowały się m.in. amerykańska firma zajmująca się gospodarką odpadami Republic Services, kanadyjskie kompanie wydobywcze Pebble Partnership/Northern Dynasty Minerals i Waterton Global Resource Management, amerykańska kompania tytoniowa Swisher oraz latynoamerykańska stacja telewizyjna Globovisión. Dodatkowo, jak wynika z dokumentów ujawnionych na mocy Ustawy o Rejestracji Agentów Zagranicznych (Foreign Agents Registration Act, FARA), Wiles lobbowała na rzecz nigeryjskiej Ludowej Partii Demokratycznej, aby zapewnić wsparcie w zakresie jej relacji z amerykańskimi urzędnikami rządowymi, firmami i odbiorcami pozarządowymi.

#### Współpraca z Donaldem Trumpem
W 2016 roku Wiles pracowała w kampanii wyborczej Donalda Trumpa przed tegorocznymi wyborami prezydenckimi jako dyrektor do spraw operacji na Florydzie. Przypisuje się jej znaczącą pomoc w nieoczekiwanym wygraniu przez Trumpa głosowania na Florydzie różnicą zaledwie 1,2% nad Hillary Clinton. We wrześniu 2018 roku z polecenia Trumpa dołączyła do źle przebiegającej kampanii mało znanego kongresmena Rona DeSantisa przed wyborami na gubernatora Florydy 2018 i w stosunkowo krótkim czasie, jaki pozostał do wyborów, pomogła DeSantisowi odnieść zwycięstwo niewielką różnicą głosów. W swoim przemówieniu po zwycięstwie polityk opisał Wiles jako „najlepszą w tym biznesie”.
W 2019 roku została doradczynią w kampanii Donalda Trumpa na Florydzie przed przyszłorocznymi wyborami na prezydenta USA, jednak we wrześniu 2019 roku, według doniesień portalu Politico, sztab kampanijny Trumpa zakończył współpracę z Susie Wiles w następstwie nalegań gubernatora Florydy Rona DeSantisa, który „próbował zainstalować swoich sojuszników” w stanowych strukturach Partii Republikańskiej. W późniejszych latach Wiles nazwała pracę dla DeSantisa „największym błędem” w swojej karierze.
Po wyborczej przegranej Trumpa i zakończeniu jego prezydentury Wiles została przez niego poproszona o pokierowanie jego powstającą inicjatywą polityczną – w ten sposób w marcu 2021 roku została CEO komitetu działań politycznych Save America. W sierpniu 2022 roku została określona przez dziennik „The Hill” jako „najpotężniejsza Republikanka, jakiej nie znacie” i „szefowa sztabu Trumpa, który bawi się wyborami parlamentarnymi 2022 i szykuje się do trzeciego wyścigu do Białego Domu”. W istocie rzeczy Wiles przez trzy lata była de facto szefową sztabu oraz kierowniczką zakończonej sukcesem kampanii Donalda Trumpa przed wyborami prezydenckimi w 2024 roku, ponadto pomagała mu też we współpracy z prawnikami w jego różnych sprawach karnych oraz cywilnych. Sam Trump w swoim przemówieniu po wyborczym zwycięstwie wzmiankował nazwisko Wiles siedem razy.
W czerwcu 2023 roku telewizja ABC News podała w oparciu o doniesienia swych źródeł, że Susie Wiles jest wymienioną w akcie oskarżenia Donalda Trumpa dotyczącym przetrzymywania tajnych dokumentów jako „przedstawiciel PAC” osobą, której Trump w sierpniu lub wrześniu 2021 roku miał pokazać tajną mapę niezidentyfikowanego kraju i omawiać operację wojskową, która według niego „nie przebiegła dobrze”.

#### Szefowa personelu Białego Domu

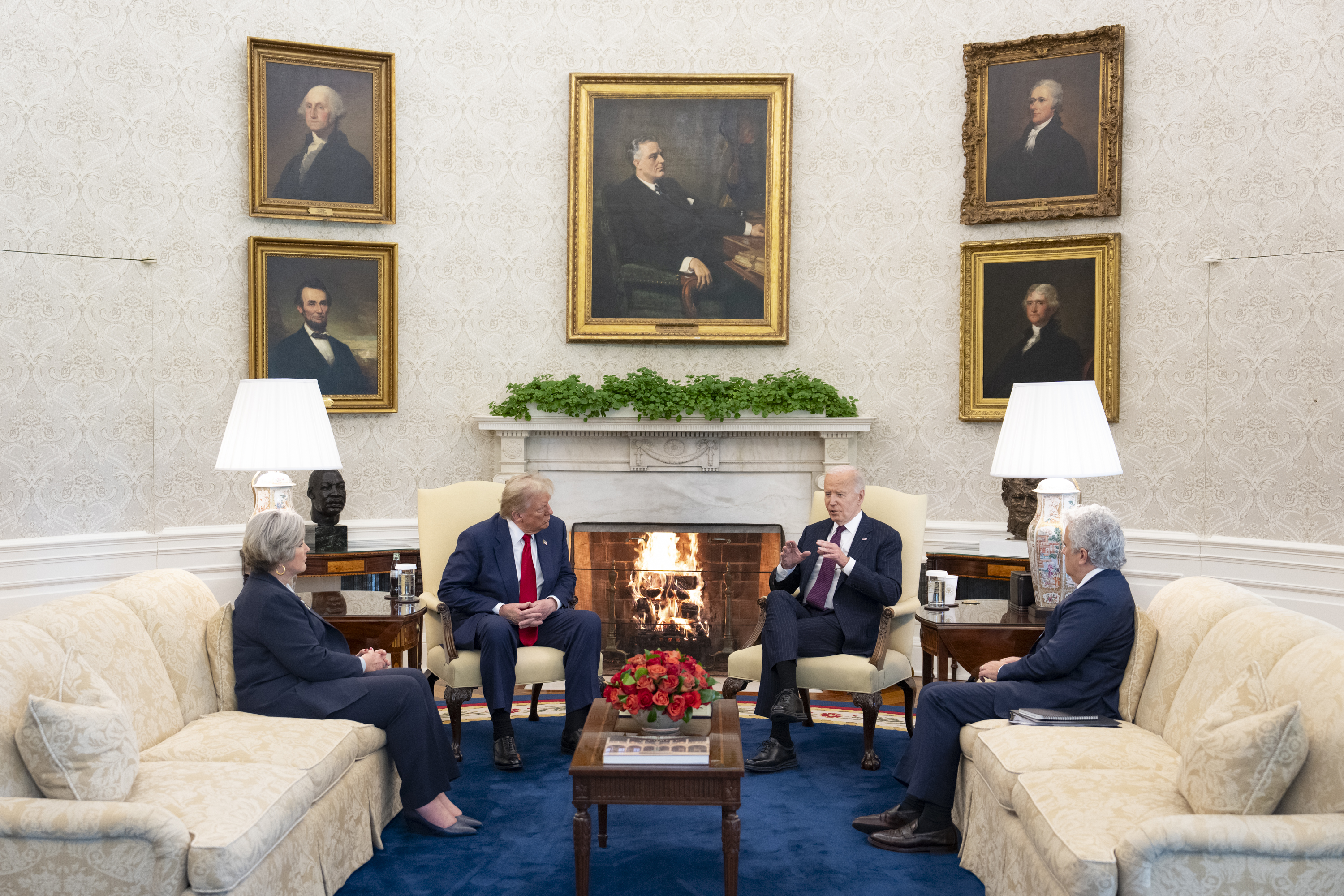
Susie Wiles uczestnicząca w spotkaniu prezydenta elekta USA Donalda Trumpa z ustępującym prezydentem USA Joe Bidenem w Gabinecie Owalnym Białego Domu 13 listopada 2024 roku

7 listopada 2024 roku została powołana przez prezydenta elekta Donalda Trumpa na urząd szefa personelu Białego Domu w jego drugim gabinecie. Stała się tym samym pierwszą w historii kobietą wyznaczoną do pełnienia tego stanowiska. Objęła je w styczniu 2025 roku.

## Życie prywatne
Należy do Kościoła Episkopalnego.
W latach 80. XX wieku wyszła za mąż za Lanny’ego Wilesa, republikańskiego konsultanta i współpracownika Ronalda Reagana. Małżeństwo doczekało się dwóch córek: starszej Katie i młodszej Caroline. Obie po latach pracowały w branży lobbingowej, a ponadto Caroline została mianowana na stanowisko zastępcy asystenta sekretarza w Białym Domu w styczniu 2017 roku, jeszcze przed inauguracją I kadencji prezydenckiej Donalda Trumpa, jednak nieco ponad miesiąc później zrezygnowała w następstwie nie przejścia procedury background check. W 2017 roku Susie rozwiodła się z mężem.